# Duomo di Casalmaggiore
Il duomo di Santo Stefano è il principale luogo di culto cattolico di Casalmaggiore, in provincia e diocesi di Cremona; fa parte della zona pastorale 5.
Consacrato a Santo Stefano martire, fu eretto su un edificio preesistente su progetto dell'architetto Fermo Zuccari. L'edificio presenta una pianta a croce greca, è preceduto da un pronao ed è affiancato da un campanile alto 70 metri.

## Storia
Il Duomo di Casalmaggiore fu iniziato nel 1840 grazie a una donazione del nobile Giovanni Vicenza Ponzone. Il progetto della chiesa fu affidato all'architetto Fermo Zuccari. Più tardi, tra il 1897 e il 1899, fu costruito anche il campanile dallo stesso architetto, grazie ai soldi del lascito di Bianca Contesini. I lavori di costruzione del Duomo terminarono nel 1846 e questo fu consacrato e aperto ai fedeli nel 1861.

## Descrizione
La struttura del Duomo è a croce greca, preceduta da un pronao ad archi che funge da vestibolo e divisa in tre navate con cappelle laterali ed un profondo coro absidale. L'imponente cupola è alta 60 metri ed è sorretta da un tamburo di 16 archi. All'interno sono conservati due monumenti di Pietro Civeri che commemorano Giovanni Vicenza Ponzone e Luigi Chiozzi. Numerose sculture decorano l'ambiente, tra cui 28 Santi in pietra bianca posti nelle nicchie, e altrettanto numerosi dipinti. La decorazione del catino absidale rappresenta il martirio di Santo Stefano ed è stata realizzata da Pietro Verzetti.